# Kidderminster
Koordinaten: 52° 23′ N, 2° 15′ W

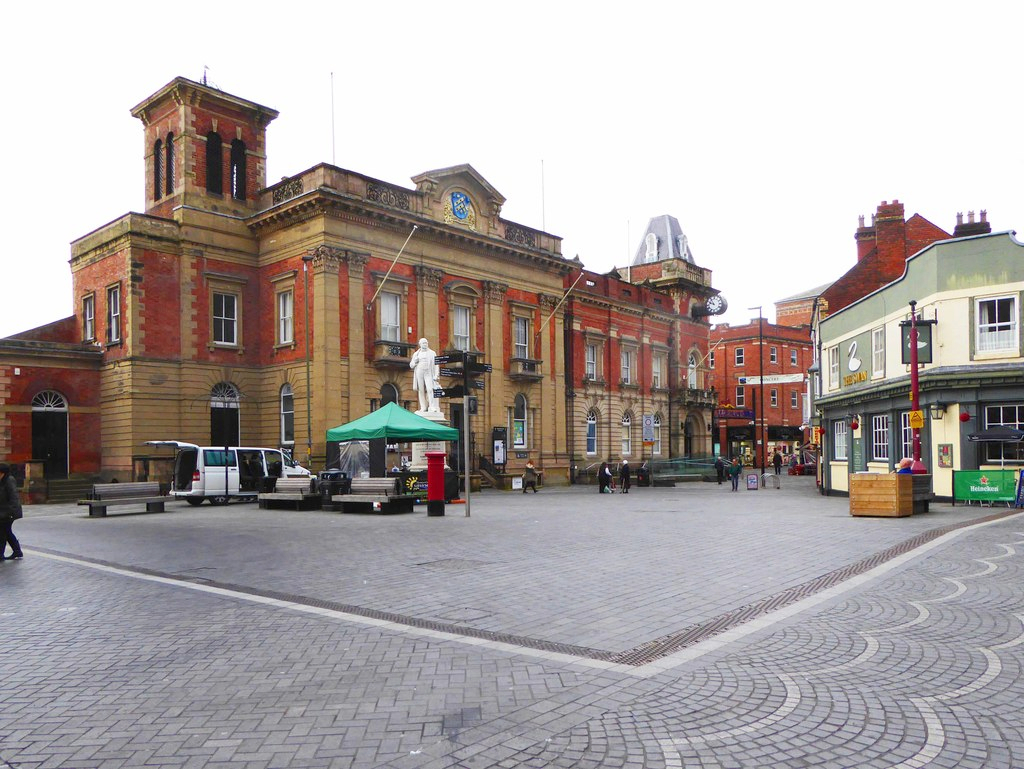
Das Stadtzentrum von Kidderminster

Kidderminster ist eine Stadt im Distrikt Wyre Forest der britischen Grafschaft Worcestershire. Der etwa 25 km südwestlich von Birmingham gelegene und vom Fluss Stour durchflossene Ort ist insbesondere als Standort der Teppichherstellung bekannt. Im Jahr 2001 betrug die Einwohnerzahl 55.348. Kidderminsters Partnerstadt ist Husum in Schleswig-Holstein, Deutschland.

## Geschichte
Das heutige Kidderminster entstand im achten Jahrhundert aus einzelnen Ansiedlungen und trug zunächst den Namen Chideminstre, der auch im Domesday Book von 1086 erwähnt wurde. Über die Jahrhunderte wurde die Bezeichnung „Chideminstre“ über „Chiderminster“ zur heutigen, seit dem 17. Jahrhundert angewandten Schreibweise verändert.
Im 15. Jahrhundert wurde die bis heute bestehende Kirche „St Mary & All Saints“ erbaut. Richard Baxter, ein britischer Theologe und Begründer einer gemilderten Version des Calvinismus, war dort – mit Unterbrechungen – von 1641 bis 1661 als Geistlicher tätig.
Ebenfalls im späten Mittelalter begann sich der Ort, dem bereits 1225 das Marktrecht verliehen worden war, zu einem regionalen Zentrum der Textilherstellung zu entwickeln. Diese bildete den Grundstein für die im 18. Jahrhundert entstehende Teppichindustrie in Kidderminster. 1735 wurde dort die erste Teppichfabrik eröffnet, der in den folgenden Jahren zahlreiche weitere Produktionsstätten und Zulieferbetriebe folgten. Zum größten Hersteller des Ortes entwickelte sich das 1783 gegründete und bis heute in Kidderminster ansässige Unternehmen „Brintons“. Die Teppichindustrie sorgte für einen massiven Bevölkerungszuwachs der Stadt, bot ihren Beschäftigten jedoch schlechte Wohn- und Arbeitsbedingungen. Auch Kinderarbeit war bis weit in das 19. Jahrhundert üblich. Als Reaktion auf die ungenügenden Bedingungen kam es mehrmals zu umfassenden Streiks von Textilarbeitern in Kidderminster, darunter eine fünfmonatige Arbeitsniederlegung im Jahr 1828. Ab Mitte des 20. Jahrhunderts ging die Bedeutung der Teppichindustrie in Kidderminster deutlich zurück. Bis heute bestehen dort jedoch mehrere hundert Arbeitsplätze.
1772 wurde unter Federführung des Ingenieurs James Brindley der Staffordshire-und-Worcestershire-Kanal zwischen Stourport-on-Severn, Kidderminster und Great Haywood (Staffordshire) am Trent-und-Mersey-Kanal eröffnet. Diese sog. Narrowboatkanäle waren während der Zeit der industriellen Revolution der einzige wirtschaftliche Transportweg für Groß- und Massengüter und Grundlage für die wirtschaftliche Entwicklung der Stadt. Die Eisenbahn erreichte Kidderminster erst 1852, als die „Oxford, Worcester and Wolverhampton Railway“ eine Zweigstrecke von Worcester über Kidderminster nach Stourbridge (– Birmingham) eröffnete. Von 1878 bis 1963 bestand ferner eine Bahnstrecke von Kidderminster nach Shrewsbury.

## Verkehr
Kidderminster liegt an der Bahnstrecke von Birmingham über Stourbridge nach Worcester. Im Personenverkehr wird diese Verbindung durch die Bahngesellschaft Central Trains befahren. In den Hauptverkehrszeiten werden ferner Zugverbindungen der Chiltern Railways von London kommend über Birmingham hinaus bis Kidderminster angeboten. Ein Teilabschnitt der früheren Bahnstrecke nach Shrewsbury mit der Victoria Bridge wird heute ausgehend von Kidderminster durch die Museumseisenbahn Severn Valley Railway befahren.
Auf der Straße kann der Ort über die Fernstraßen A442, A448, A449 und A456 sowie den etwa 15 km östlich gelegenen Motorway M5 erreicht werden.

## Sonstiges
- Die Kirche St Mary and All Saints’ in Kidderminster ist ein Grade-I geschütztes Baudenkmal.
- Kidderminster ist Sitz der Partei Independent Kidderminster Hospital and Health Concern. Diese stellt seit 2001 mit ihrem Vorsitzenden Richard Taylor einen der wenigen nicht zu den drei großen britischen Parteien zählenden Abgeordneten des britischen Unterhauses.
- Seit 1976 besteht eine Städtepartnerschaft zwischen Kidderminster und Husum.
- Der Fußballclub Kidderminster Harriers ist hier beheimatet, zurzeit spielt er in der National League North.

## Persönlichkeiten
- Richard Baxter (1615–1691), puritanischer Pfarrer und Erbauungsschriftsteller
- Rowland Hill (1795–1879), Reformator des englischen Postwesens
- Thomas Helmore (1811–1890), Chorleiter, Autor und Komponist
- Sir Walter Nash (1882–1968), Politiker (Labour Party) und 27. Premierminister Neuseelands
- A. W. Watkins (1895–1970), Tontechniker und Toningenieur
- John Wyer (1909–1989), Motorsportingenieur und Rennleiter
- Robert Hamer (1911–1963), Regisseur und Drehbuchautor
- David Morris (1930–2007), Politiker der Labour-Partei und Friedensaktivist
- Peter Collins (1931–1958), Automobilrennfahrer
- John Burton (* 1941), Autorennfahrer
- John Forgeham (1941–2017), Schauspieler
- Paul Frampton (* 1943), Physiker
- Robert Plant (* 1948), Rocksänger, wuchs in Kidderminster auf
- Alun Evans (* 1949), Fußballspieler
- Sammi Davis (* 1964), Schauspielerin und Fotografin
- Richard Hay (* 1964), Autorennfahrer
- Charles Linden (* 1968), Lebensberater und Buchautor
- Ewan Pearson (* 1972), DJ und Musiker im Bereich der elektronischen Tanzmusik
- Graham Gardner (* 1975), Schriftsteller
- Mel Lawley (* 1994), Fußballspielerin